# غريسهايم
غريزهايم (بالألمانية: Griesheim (Hesse)) هي بلدة، مدينة و بلدة ألمانية تقع في ألمانيا في منطقة دارمشتات ديبورغ ‏. يقدر عدد سكانها بـ 25,436 نسمة .

## المدن التوأمة
مدن بونتاسيفي، بار لو دوك، Gyönk و فيلكاو-هاسلاو هي مدن توأمة لـغريزهايم.

## معرض صور

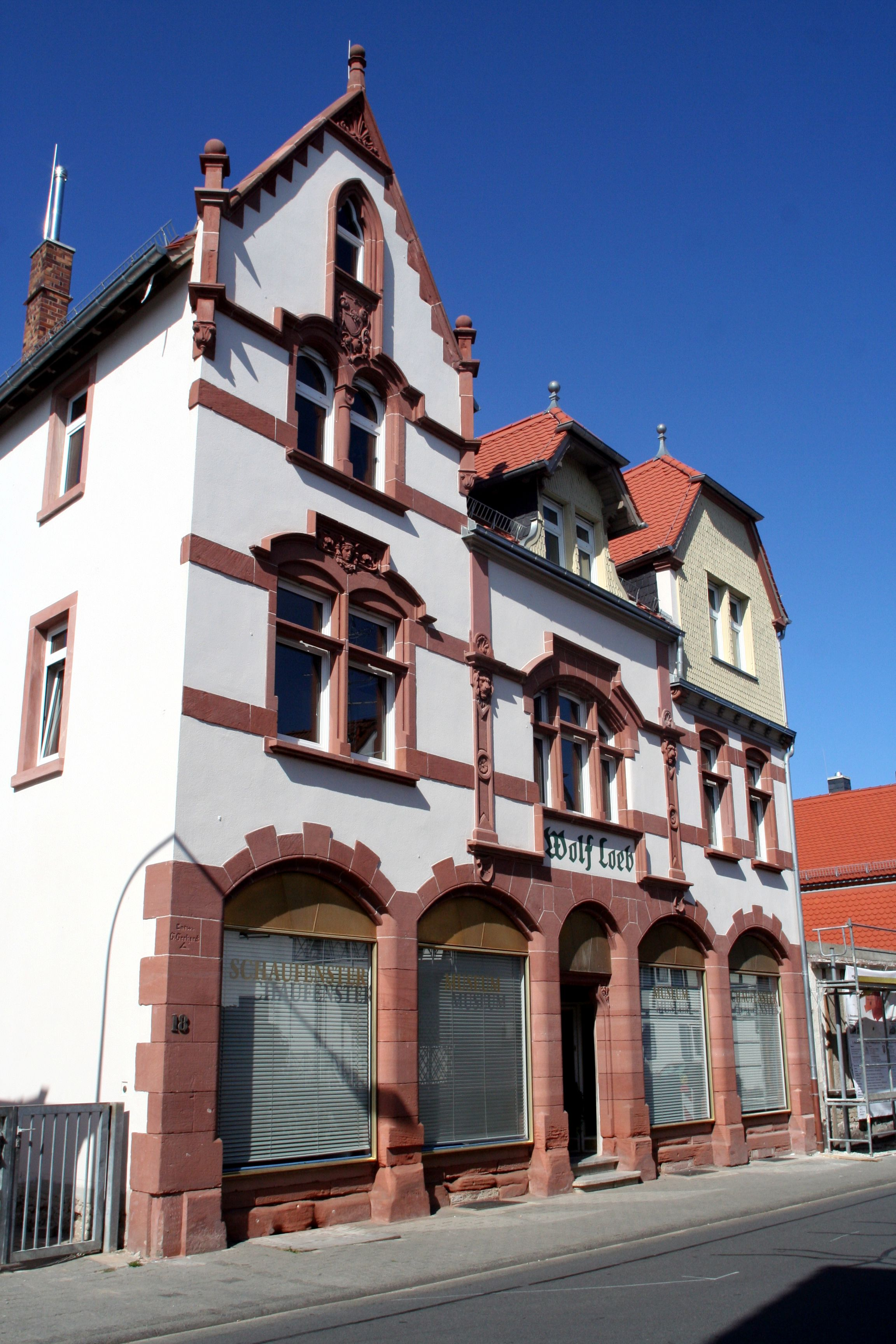
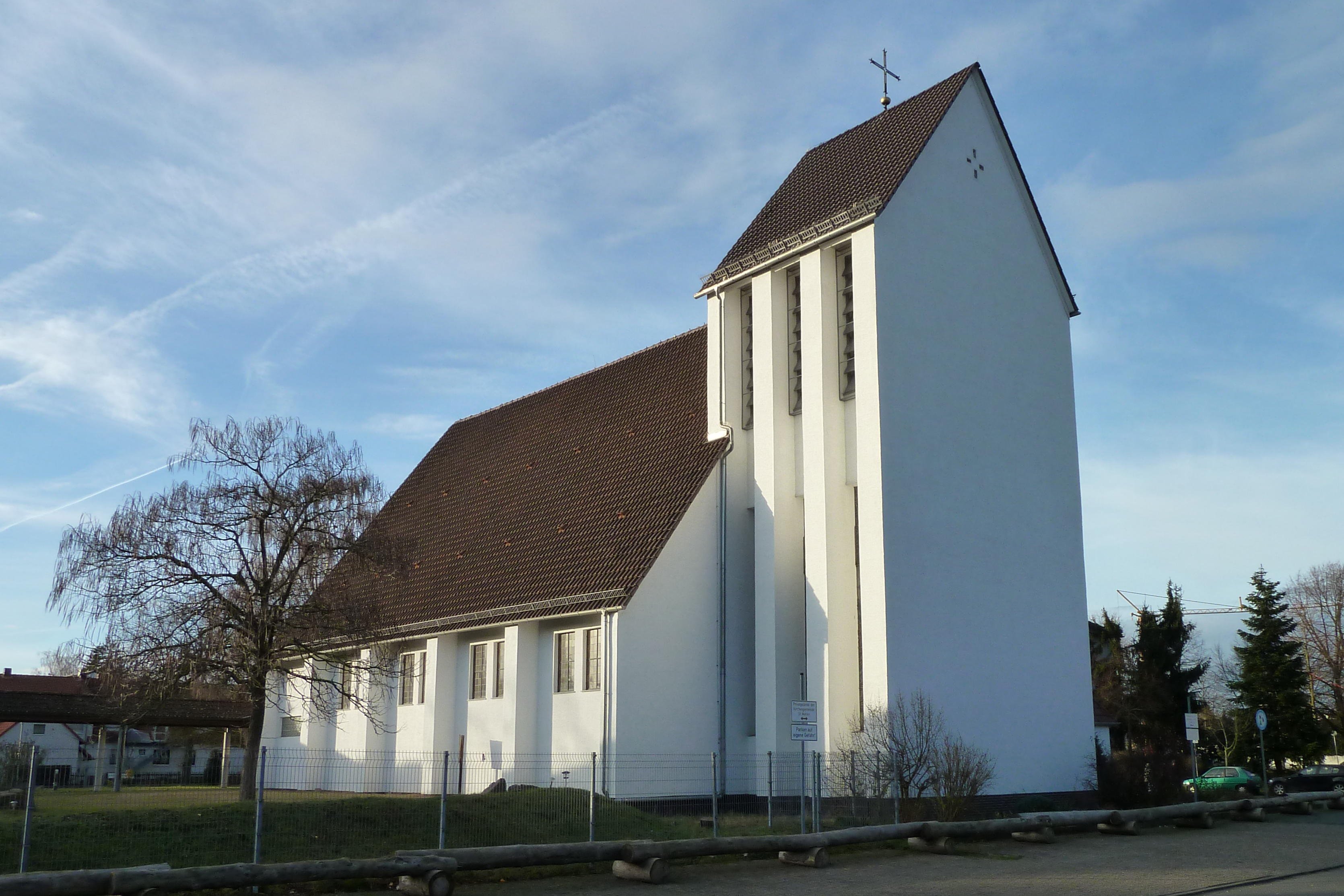
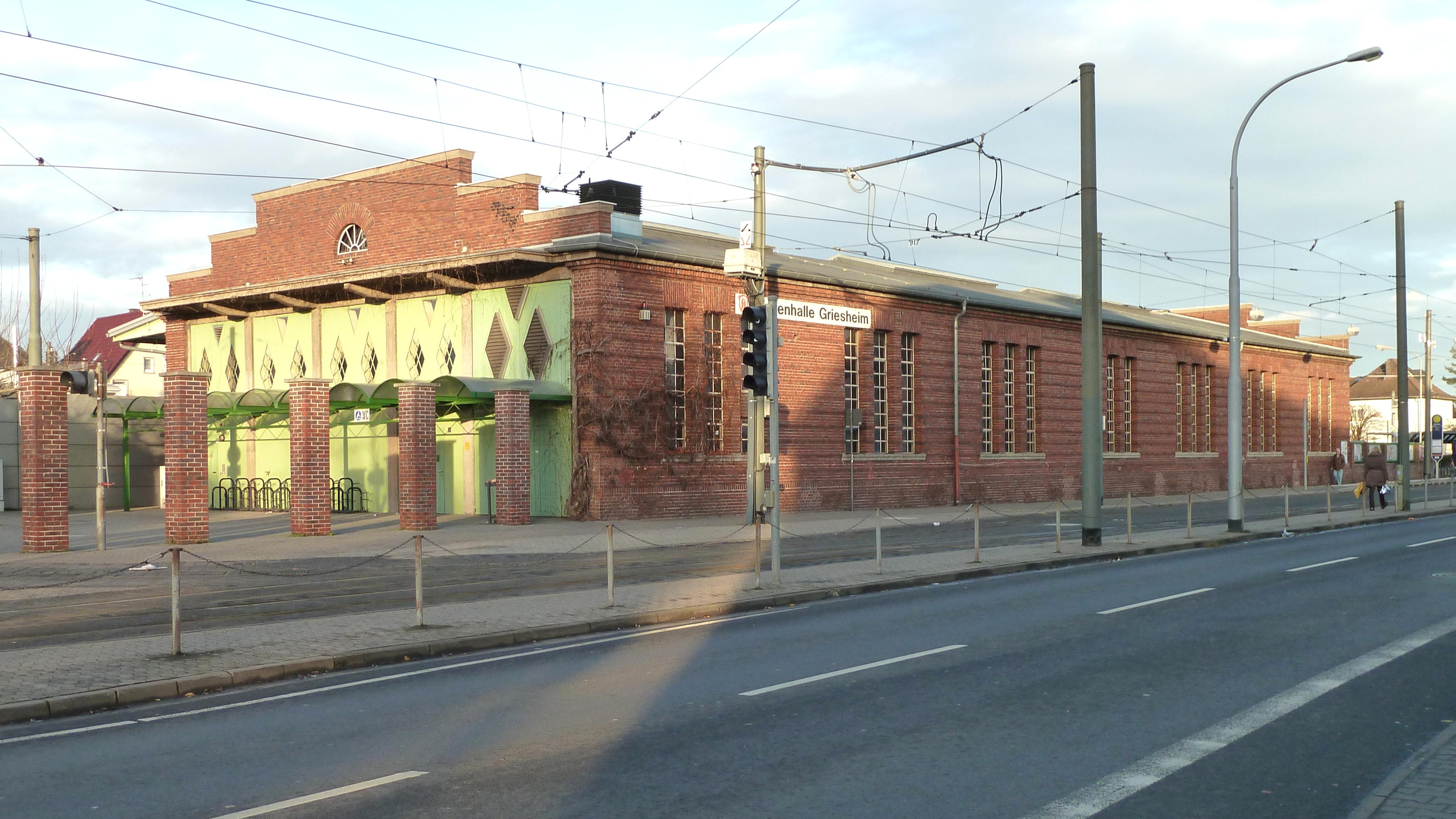
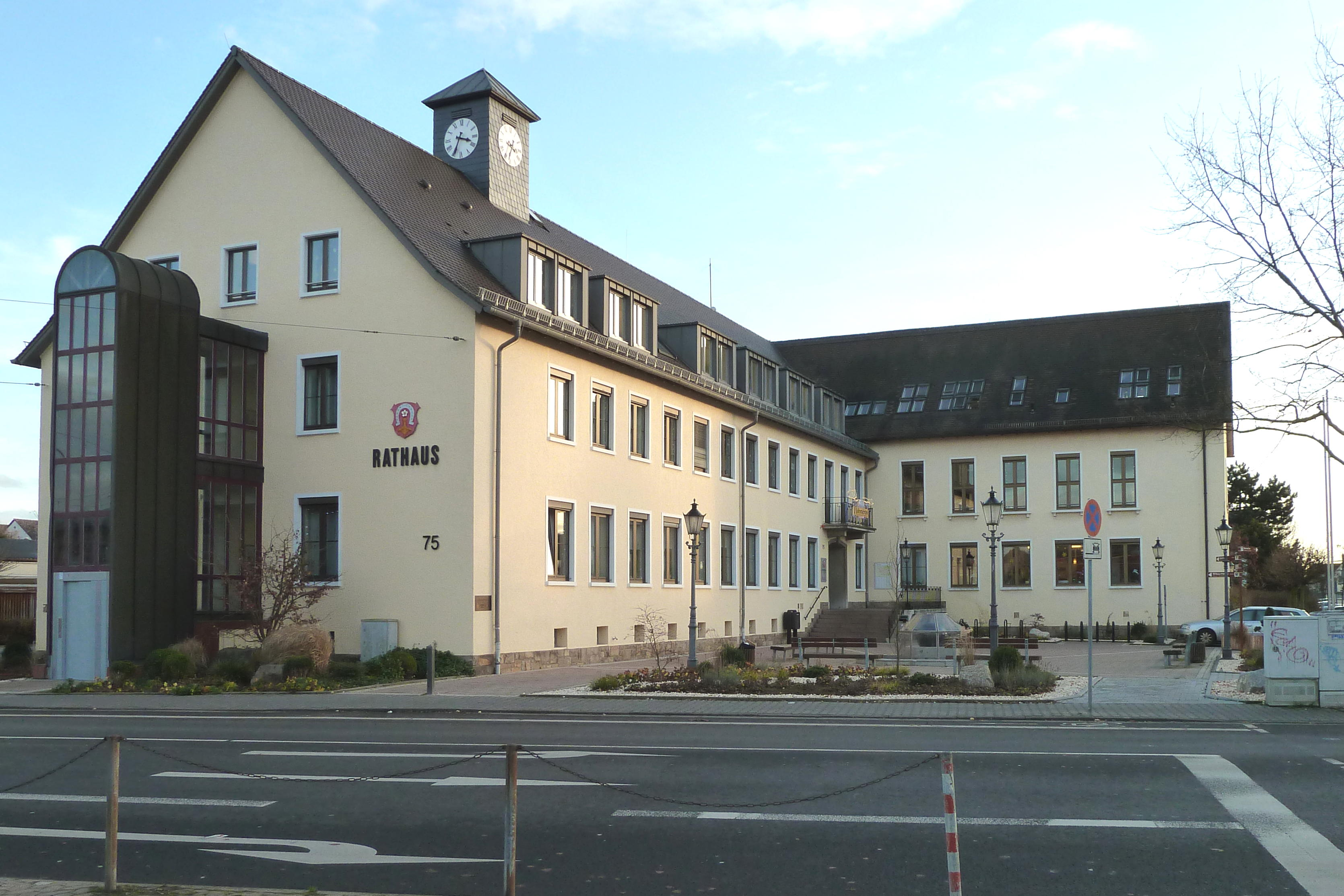
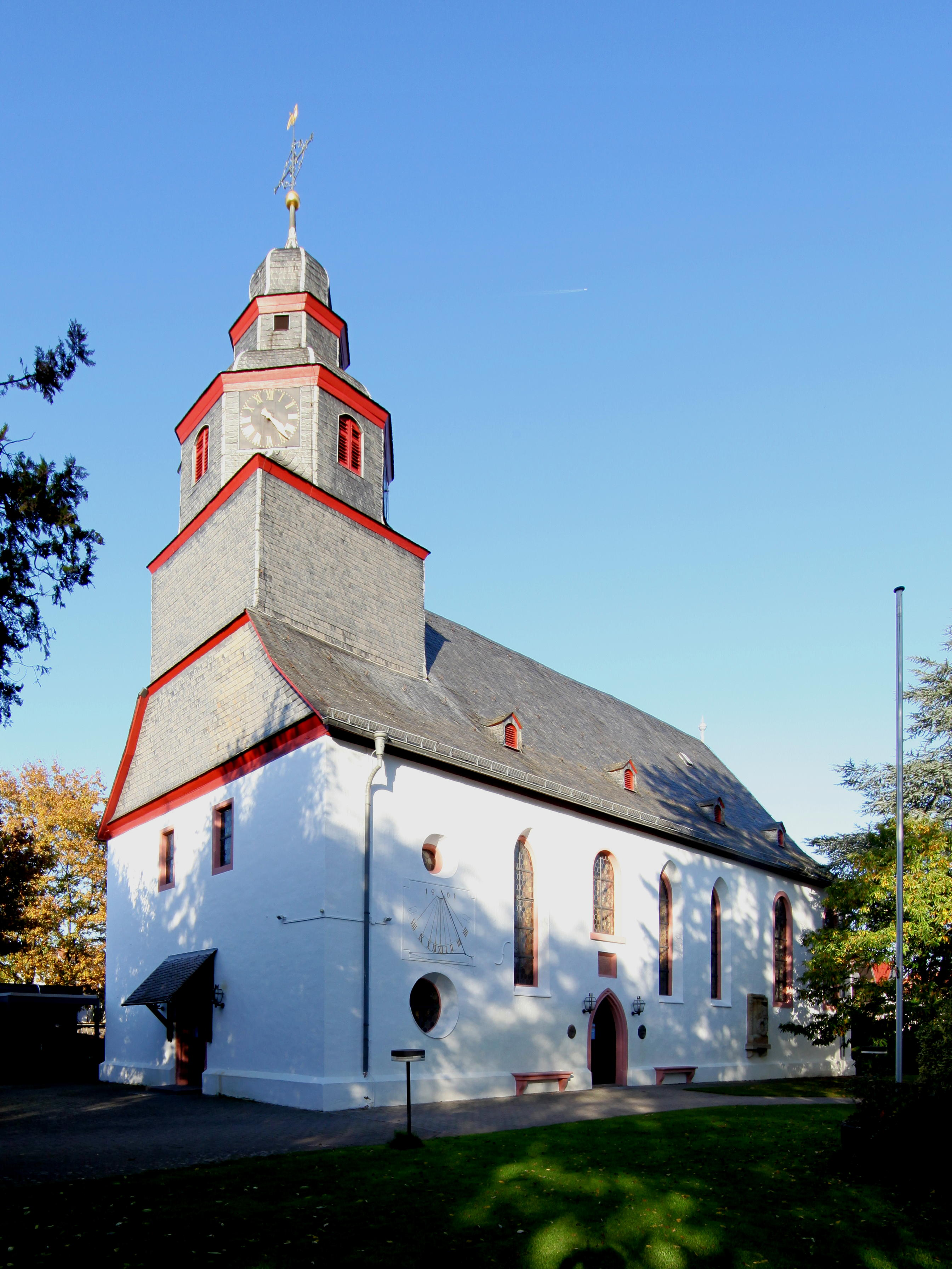
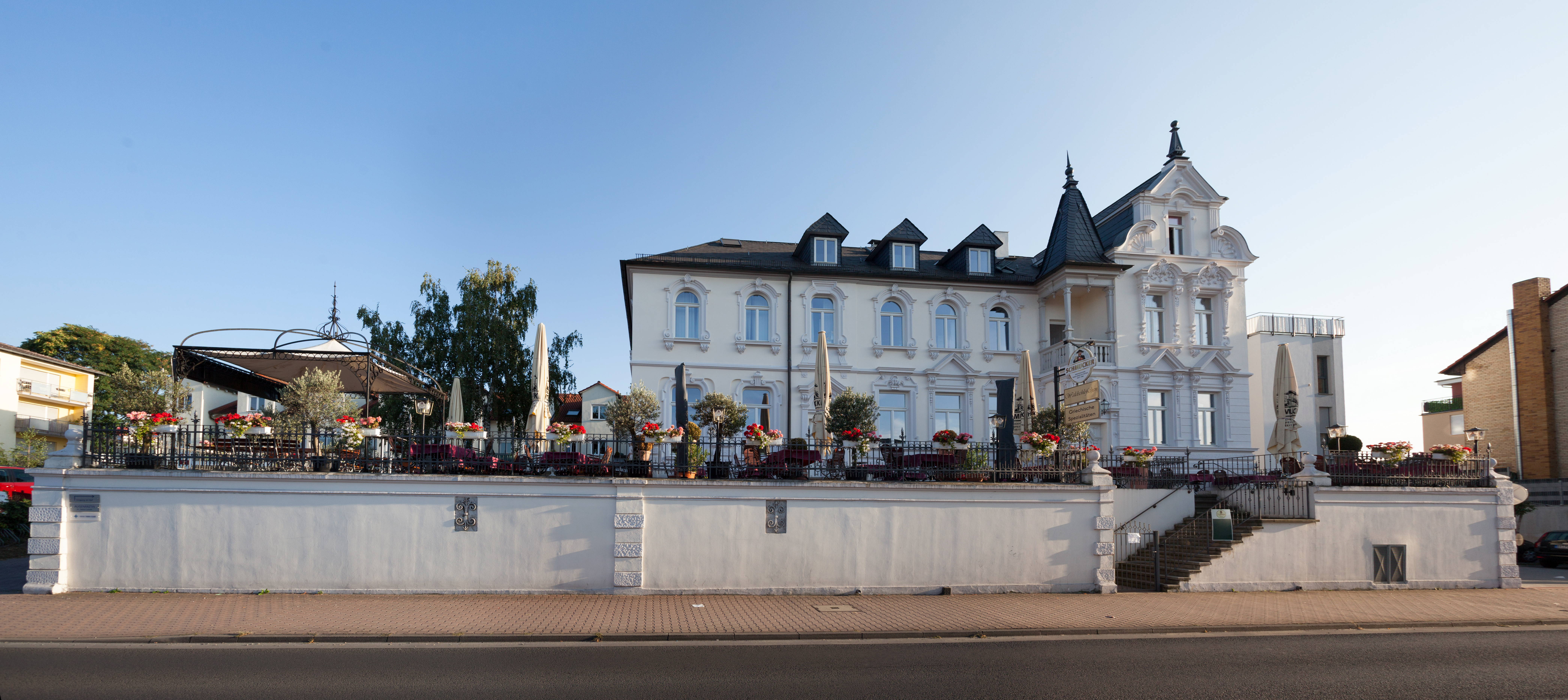